# Acanthochitona brunoi
Acanthochitona brunoi är en blötdjursart som beskrevs av Righi 1971. Acanthochitona brunoi ingår i släktet Acanthochitona och familjen Acanthochitonidae. Inga underarter finns listade i Catalogue of Life.